# Европско првенство у атлетици за млађе сениоре 2017 — троскок за мушкарце
Такмичење у бацању кугле у мушкој конкуренцији на 11. Европском првенству у атлетици за млађе сениоре 2017. у Бидгошћу одржано је 15. и 16. јула 2017. на стадиону Жђислав Кшишковјак.
Титулу освојену у Талину 2015, није бранио Дмитриј Чижиков из Русије јер је прешао у сениоре.

## Земље учеснице
Учествовало је 18 такмичара из 14 земаља.
1. Азербејџан (1)
2. Аустрија (1)
3. Бугарска (1)
4. Грузија (1)
5. Италија (2)
6. Јерменија (1)
7. Немачка (1)
8. Словачка (1)
9. Турска (2)
10. Украјина (3)
11. Финска (1)
12. Чешка (1)
13. Шведска (1)
14. Шпанија (1)

## Освајачи медаља
|                            |                        |                    |
| Назим Бабајев · Азербејџан | Симо Липсанен · Финска | Макс Хес · Немачка |

## Квалификациона норма
Требало је да такмичари остваре квалификациону норму у периоду од 1. јануара 2016. до 4. јула 2017. године.
| Норма |
| ----- |
| 15,55 |

## Сатница
| Датум         | Време | Коло          |
| ------------- | ----- | ------------- |
| 15. јул 2017. | 16:35 | Квалификације |
| 16. јул 2017. | 18:00 | Финале        |

## Рекорди
| Рекорди пре почетка Европског првенства 2017.     | Рекорди пре почетка Европског првенства 2017. | Рекорди пре почетка Европског првенства 2017. | Рекорди пре почетка Европског првенства 2017. | Рекорди пре почетка Европског првенства 2017. | Рекорди пре почетка Европског првенства 2017. |
| Рекорди                                           | Атлетичар                                     | Земља                                         | Време                                         | Место                                         | Датум                                         |
| ------------------------------------------------- | --------------------------------------------- | --------------------------------------------- | --------------------------------------------- | --------------------------------------------- | --------------------------------------------- |
| Европски рекорд У-23                              | Теди Тамго                                    | Француска                                     | 17,98                                         | Њујорк, Сједињене Државе                      | 12. јун 2010.                                 |
| Рекорди европских првенстава У-23                 | Шериф ел Шериф                                | Украјина                                      | 17,72                                         | Острава, Чешка                                | 17. јул 2011.                                 |
| Најбољи европски резултат сезоне У-23             | Назим Бабајев                                 | Азербејџан                                    | 17,15                                         | Баку, Азербејџан                              | 17. мај 2017.                                 |
| Рекорди после завршеног Европског првенства 2017. |                                               |                                               |                                               |                                               |                                               |
| Најбољи европски резултат сезоне У-23             | Назим Бабајев                                 | Азербејџан                                    | 17,18                                         | Бидгошћ, Пољска                               | 16. јул 2017.                                 |

### Најбољи европски резултати у 2017. години
Десет најбољих атлетичарки у бацању кугле 2017. године до почетка првенства (12. јул 2017), имале су следећи пласман на европској ранг листи.
| 1.  | Назим Бабајев       | Азербејџан | 17,15 | 17. мај |
| 2.  | Макс Хес            | Немачка    | 17,13 | 8. јул  |
| 3.  | Симо Липсанен       | Финска     | 16,93 | 17. јун |
| 4.  | Маркос Руиз         | Шпанија    | 16,44 | 3. јун  |
| 5.  | Александр Малосилов | Украјина   | 16,35 | 7. јун  |
| 6.  | Неџати Ер           | Турска     | 16,34 | 7. јул  |
| 7.  | Томас Веселка       | Словачка   | 16,33 |         |
| 8.  | Јан Лука            | Словенија  | 16,23 | 2. јул  |
| 9.  | Самуеле Черод       | Италија    | 16,18 | 11. јун |
| 10. | Јарослав Исаченков  | Украјина   | 16,12 | 22. јун |

Такмичари чија су имена подебљана учествовали су на ЕП.

## Резултати

### Квалификације
Такмичење је одржано 15. јула 2017. године. Такмичари су били подељени у две групе. Квалификациона норма за финале износила је 15,75 метара (КВ), коју су испунили 10 такмичара а 2 се пласирало на основу постигнутог резултата (кв).,,.
Почетак такмичења: група А у 16:35, група Б у 16:35.
| Место | Група | Атлетичар           | Земља      | ЛР    | ЛРС   | 1     | 2     | 3     | Резултат | Белешка |
| ----- | ----- | ------------------- | ---------- | ----- | ----- | ----- | ----- | ----- | -------- | ------- |
| 1.    | Б     | Макс Хес            | Немачка    | 17,20 | 17,07 | 16,89 | −     | −     | 16,89    | КВ      |
| 2.    | А     | Назим Бабајев       | Азербејџан | 17,15 | 17,15 | 16,67 | −     | -     | 16,67    | КВ      |
| 3.    | А     | Симо Липсанен       | Финска     | 16,93 | 16,93 | 16,42 | −     | −     | 16,42    | КВ      |
| 4.    | А     | Томас Веселка       | Словачка   | 16,33 | 16,33 | 16,21 | −     | −     | 16,21    | КВ      |
| 5.    | А     | Александр Малосилов | Украјина   | 16,35 | 16,35 | 16,21 | −     | −     | 16,21    | КВ      |
| 6.    | А     | Кан Озупек          | Турска     | 15,78 | 15,78 | 15,64 | 15,96 | −     | 15,96    | КВ, ЛР  |
| 7.    | Б     | Самуеле Черо        | Италија    | 7,72  | 7,64  | 15,89 | −     | −     | 15,89    | КВ      |
| 8.    | Б     | Неџати Ер           | Турска     | 16,06 | 16,02 | 15,87 | −     | −     | 15,87    | КВ      |
| 9.    | А     | Пламен Петков       | Бугарска   | 15,82 | 15,82 | x     | 15,58 | 15,83 | 15,83    | КВ, ЛР  |
| 10.   | Б     | Симоне Форте        | Италија    | 16,24 | 15,81 | 15,07 | 15,79 | −     | 7,59     | КВ      |
| 11.   | А     | Гога Маглакелидзе   | Грузија    | 16,08 | 16,08 | 15,42 | x     | 15,70 | 15,70    | кв      |
| 12.   | Б     | Филип Кронштајнер   | Аустрија   | 16,25 | 15,73 | 15,18 | 15,53 | 15,67 | 15,67    | кв      |
| 13.   | А     | Левон Агхасиан      | Јерменија  | 16,69 | 16,02 | x     | 15,62 | x     | 15,62    |         |
| 14.   | Б     | Маркос Руиз         | Шпанија    | 16,44 | 16,44 | 14,40 | 15,59 | 15,52 | 15,59    |         |
| 15.   | Б     | Јарослав Исаченков  | Украјина   | 16,12 | 16,12 | 15,56 | 15,40 | x     | 15,56    |         |
| 16.   | А     | Игор Гончар         | Украјина   | 15,87 | 15,87 | 15,51 | x     | 14,43 | 15,51    |         |
| 17.   | Б     | Јиржи Земан         | Чешка      | 15,85 | 15,85 | 15,01 | x     | x     | 15,01    |         |
|       | Б     | Јеспер Хелстром     | Шведска    | 15,23 | 14,85 |       |       |       | НС       |         |

### Финале
Такмичење је одржано 16. јула 2017. године у 18:00.,,. 
| Место | Атлетичар           | Земља      | #1    | #2    | #3    | #4    | #5    | #6    | Резултат | Белешка   |
| ----- | ------------------- | ---------- | ----- | ----- | ----- | ----- | ----- | ----- | -------- | --------- |
|       | Назим Бабајев       | Азербејџан | x     | 17,18 | 16,74 | x     | x     | x     | 17,18    | ЕРСмс, ЛР |
|       | Симо Липсанен       | Финска     | 16,83 | 16,70 | 16.58 | x     | 17,14 | x     | 17,14    | НР, ЛР    |
|       | Макс Хес            | Немачка    | 16,61 | 16,53 | x     | 16,61 | x     | x     | 16,61    |           |
| 4.    | Томас Веселка       | Словачка   | 16,63 | x     | x     | x     | 16,56 | −     | 16,63    | НРмс, ЛР  |
| 5.    | Кан Озупек          | Турска     | x     | 15,97 | x     | 15,89 | 16,10 | 15,47 | 16,10    | ЛР        |
| 6.    | Александр Малосилов | Украјина   | 15,84 | 15,99 | 15,88 | 15,53 | 15,61 | 15,47 | 15,99    |           |
| 7.    | Самуеле Черо        | Италија    | x     | x     | 15,97 | 14,94 | x     | x     | 15,97    |           |
| 8.    | Симоне Форте        | Италија    | 15,91 | x     | 15,91 | x     | 14,30 | 15,95 | 15,95    | ЛРС       |
|       |                     |            |       |       |       |       |       |       |          |           |
| 9.    | Неџати Ер           | Турска     | 15,06 | 15,82 | 15,41 |       |       |       | 15,82    |           |
| 10.   | Пламен Петков       | Бугарска   | x     | x     | 15,13 |       |       |       | 15,13    |           |
| 11.   | Гога Маглакелидзе   | Грузија    | x     | 15,01 | x     |       |       |       | 15,01    |           |
|       | Филип Кронштајнер   | Аустрија   | x     | x     | x     |       |       |       | БП       |           |